# 土倉一信
土倉 一信（とくら かずのぶ、享保12年6月27日（1727年8月14日） - 文化7年7月13日（1810年8月12日））は、岡山藩の家老。
父は岡山藩家老土倉一貞。母は側室。正室は日置忠昌の娘。子に土倉一之。幼名は善之丞。通称は市正。号は悟真斎。

## 生涯
享保12年（1727年）6月27日、岡山藩家老土倉一明の子として岡山に生まれる。寛延2年（1749年）、日置忠昌の娘と結婚する。宝暦9年（1759年）、一貞の隠居により家督相続し、岡山藩家老、佐伯1万石の領主となり、通称を市正と名乗る。
宝暦13年（1763年）、江戸に下向する。明和2年（1765年）4月、藩主池田治政に仕置家老に任じられ、藩政を主導した。天明8年（1788年）2月、隠居して家督を嫡男の一之に譲り、悟真斎と名乗る。文化7年（1810年）7月13日没。